# Communauté de communes du Centre Mosellan
Die Communauté de communes du Centre Mosellan ist ein ehemaliger französischer Gemeindeverband mit der Rechtsform einer Communauté de communes im Département Moselle in der Region Grand Est. Sie wurde am 27. Juni 1997 gegründet und umfasste 31 Gemeinden. Der Verwaltungssitz befand sich im Ort Morhange (deutsch Mörchingen).

## Historische Entwicklung
Mit Wirkung vom 1. Januar 2017 fusionierte der Gemeindeverband mit der Communauté de communes du Pays Naborien und bildete so zunächst die Nachfolgeorganisation Communauté de communes Agglo Saint-Avold Centre Mosellan, die kurz danach zur Communauté d’agglomération Saint-Avold Synergie umgewandelt wurde.

## Ehemalige Mitgliedsgemeinden
1. Altrippe
2. Baronville
3. Bérig-Vintrange
4. Biding
5. Bistroff
6. Boustroff
7. Brulange
8. Destry
9. Diffembach-lès-Hellimer
10. Eincheville
11. Erstroff
12. Frémestroff
13. Freybouse
14. Gréning
15. Grostenquin
16. Guessling-Hémering
17. Harprich
18. Hellimer
19. Landroff
20. Laning
21. Lelling
22. Leyviller
23. Lixing-lès-Saint-Avold
24. Maxstadt
25. Morhange
26. Petit-Tenquin
27. Racrange
28. Suisse
29. Vahl-Ebersing
30. Vallerange
31. Viller